# Angamos Promontory
Die Angamos Promontory (englisch; spanisch Promontorio Angamos) ist ein bis zu 55 m hohes Vorgebirge auf Greenwich Island im Archipel der Südlichen Shetlandinseln. Es ragt 0,7 km südöstlich des Ash Point und 0,35 km nördlich des Poisson Hill auf der Ostseite der Einfahrt zur Discovery Bay auf.
Wissenschaftler des Forschungsschiffs Iquique nahmen bei der 1. Chilenischen Antarktisexpedition (1946–1947) Vermessungen und die Benennung vor. Namensgeber ist das zweite Schiff dieser Forschungsreise, die Angamos. Das UK Antarctic Place-Names Committee übertrug diese Benennung 2004 ins Englische.